# Sergio Hernández (pilote automobile)
 (mai 2025).
Si vous disposez d'ouvrages ou d'articles de référence ou si vous connaissez des sites web de qualité traitant du thème abordé ici, merci de compléter l'article en donnant les références utiles à sa vérifiabilité et en les liant à la section « Notes et références ».
Pour les articles homonymes, voir Sergio Hernández.
Sergio Hernández est un pilote automobile espagnol né le 6 décembre 1983. Il a remporté une victoire dans le championnat du monde des voitures de tourisme en 2009 à Brno.

## Carrière
- 2001 : Formule BMW Portugaise, 8e
- 2002 : Championnat d'Espagne de Formule 3, 9e
- 2003 : Championnat d'Espagne de Formule 3, 7e
  - Championnat de Grande-Bretagne de Formule 3, 8e
- 2004 : Championnat d'Espagne de Formule 3, 6e
- 2005 : GP2 Series, 20e
- 2006 : GP2 Series, 23e
- 2007 : WTCC, 20e
- 2008 : WTCC, 16e - Vainqueur du trophée des indépendants
- 2009 : WTCC, 11e (1 victoire)
- 2010 : WTCC, 16e - Vainqueur du trophée des indépendants
- 2011 : Superstars International Series, 19e